# Sjors Kramer
Sjors Kramer (Ilpendam, 19 april 2000) is een Nederlands voetballer die als verdediger speelde.

## Carrière
Sjors Kramer speelde in de jeugd van FC Volendam. In 2018 zat hij voor het eerst bij de selectie van Jong FC Volendam. Hij debuteerde voor dit elftal op 24 augustus 2019, in de met 4-1 gewonnen thuiswedstrijd tegen Excelsior Maassluis. Hij debuteerde in het eerste elftal van FC Volendam in de Eerste divisie op 27 november 2020, in de met 2-2 gelijkgespeelde thuiswedstrijd tegen Almere City FC. Hij kwam in de 82e minuut in het veld voor Samir Ben Sallam.
Zijn basisdebuut maakte Kramer op 27 augustus 2021, in de met 5-0 gewonnen thuiswedstrijd tegen MVV Maastricht.
Kramer kwam uiteindelijk tot zeven wedstrijden in het eerste elftal voordat zijn contract in 2022 afliep. Hij ging vervolgens op rondreis door Peru en Colombia, waarna hij na de winterstop van het seizoen 2022/23 aansloot bij Tweededivisionist Rijnsburgse Boys.
Na tweeënhalf seizoen in het geel-zwart nam verdediger Kramer medio 2025 afscheid van Rijnsburgse Boys. Hij koos ervoor zijn voetbalcarrière voorlopig te onderbreken en zich te richten op reizen en zijn loopbaan in de zorgtechnologie. Kramer speelde afwisselend voor het eerste en voor het Onder 23-team.